# Edge of Paradise
Edge of Paradise é uma banda americana de hard rock/heavy metal que foi formada em Los Angeles, Califórnia em 2011. A banda atualmente é formada por Margarita Monet (vocalista/pianista principal), Dave Bates (guitarrista), John Chominsky (percussionista) e Nick Ericson (baixista). A banda é conhecida por suas guitarras pesadas complementadas por influências sinfônicas e clássicas, bem como a grande faixa vocal de Monet. Em 2012, Monet apareceu em "Metalholic", "Top 25 Women in Hard Rock and Metal".

## Formação
A banda foi formada em 2011 depois que Margarita Monet conheceu o guitarrista Dave Bates em um projeto freelancer. Na época, Bates fazia parte de uma banda chamada "Bleed" com o cantor Robin McAuley, o baixista Tony Franklin e o baterista Gregg Bissonette. Edge of Paradise reformulou as músicas inéditas de Bates e as incluiu no álbum de estréia da banda.

## Masks(2011)
O álbum de estréia do grupo, Masks, foi lançado em 15 de setembro de 2011 por Melrose Music Studios. Possui uma seção de ritmo composta por Gregg Bissonette na bateria e  Tony Franklin no baixo.

## Immortal Waltz(2015)
O segundo álbum do Edge of Paradise, Immortal Waltz, foi lançado em 22 de maio de 2015 via Pure Steel Records e Soulfood. o álbum foi produzido e mixado por Michael Wagener a arte da capa do álbum foi criada por Timo Wuerz, e os vídeos das músicas dos singles "In a Dream" e "Rise for the Fallen" estreado através da revista Revolver. O álbum foi eleito álbum da semana pelos leitores da Revolver.

## ALIVE(2017)
O terceiro lançamento do Edge Of Paradise, EP Alive foi lançado em 10 de março via ILS/ Universal. O EP entrou em gráficos da Billboard na primeira semana de lançamento no gráfico atual de álbuns de música rígida do Billboard em #58 e Top New Album Artist chart em #94. ALIVE ganhou elogios por críticos de música, chamando a banda de um disco duro de sensação de rock. Bravewords.com descreveu o EP como um "mundo totalmente novo, outro planeta".
A única faixa de título ALIVE foi lançada 3 de fevereiro seguido pelo vídeo musical que estreou no Metal Underground. em 10 de Fevereiro foi lançado no Vevo.
ALIVE CD foi produzido por Chuck Johnson, mixado por Jay Ruston, Mike Plotnikoff e Michael Wagener.

## Recepção e popularidade
Após o lançamento de seu primeiro álbum, Edge of Paradise visitou mais de 20 estados, compartilhando o palco com Kamelot, Chris Broderick do Megadeth, Bullet Boys, Hellion, Capacete, Dave Lombardo de Slayer e Michael Angelo Batio.

## Integrantes
Atuais
- Margarita Monet — vocal (2011-presente)
- Dave Bates — guitarra principal (2011-presente)
- John Chominsky - percussão (2011-presente)
- Nick Ericson - baixo (2011-presente)

Ex-integrantes
- Kevin Katish
- Gene McEwen
- Kurt Schaeffer

## Discografia
Álbuns de estúdio
- Masks (2011)
- Immortal Waltz (2015)
- The Unknown (2021)

EPs
- Alive (2017)